# مازن فياض
مازن فياض من مواليد 2 أبريل 1997م وهو لاعب كرة قدم عراقي ومركزه مهاجم، يلعب مع نادي الشرطة، ولعب سابقاً مع ناديي النفط وكربلاء، وشارك مع منتخب العراق تحت سنة 20 سنة لكرة القدم، وساهم لتأهل العراق لربع النهائي من كأس آسيا تحت سن 20 سنة في البحرين.